# Битка код Книда
Битка код Книда је заједничка операција атинске и персијске морнарице против спартанске морнарице за време Коринтског рата. Битка се водила 394. п. н. е. Комбинована атинско-персијска морнарица под заповедништвом атинског адмирала Конона потопила је спартанску флоту, коју је водио неискусни Писандар. Победом над Спартом спречен је покушај да Спарта поред копнене постигне и поморску надмоћ. Битка је охрабрила антиспартанску колаицију у њиховом отпору спартанској хегемонији.

## Увод
Спартански краљ Агесилај II ратовао је у Малој Азији против Персије. Уз помоћ јонских градова Агесилај је пустошио персијске територије у Малој Азији. Пошто су се спартанска војска и грчки најамници показали надмоћнијима од персијске војске персијски сатрап Фарнабаз II је одлучио да Спарти створи проблеме у Грчкој. Послао је свога изасланика Тимократа са Родоса са великом количином новца и он је делом почео да потплаћује, а делом да наговара грчке градове да створе савез против Спарте. Спартанска хегемонија и агресивна политика допринела је да се тај савез лакше оформи. Савез против Спарте оформили су Теба, Коринт, Аргос и Атина. Коринтски рат између Спарте и антиспартанског савеза започео је 395. п. н. е. Пошто је рат почео у Грчкој Спарта је морала да позове краља Агесилаја II да се врати из Азије у Европу.

## Морнарице
Спартанска флота под заповедништвом Агесилајевог зета Писандра била је стационирана у Книду. Персија је почела да гради флоту пре Коринтског рата. Заповедник њихове флоте био је бивши атински адмирал Конон, који се бојао да се врати у Атину након пораза у бици код Егоспотама. Осим тога Персијанцима је помагао и Евагора, краљ Саламине са Кипра. Његови бродови чинили су главнину персијске флоте. Персијска флота имала је више од 90 трирема. Била је стационирана на Хелеспонту.

## Битка
Писандар је кренуо из Книда према Хелеспонту са 85 трирема спартанске флоте. Близу Книда наишао је на персијску флоту. Конон је заповедао грчким бродовима персијске флоте, а подоста иза њега пловио је сатрап Фарнабаз заповедајући феничанским бродовима. Писандар се најпре сукобио са Кононовом флотом. Према Ксенофонтовој верзији Писандар је оформио борбени распоред, али напустили су га савезници са левог крила, па је након тога спартанска флота поражена. Писандар је погинуо у тој поморској бици. Сви спартански бродови побегли су према копну и ту су били заробљени. По Диодоровој верзији Писандар је боље стајао током сукоба са Кононовом флотом све док Конону у помоћ није дошао други део персијске флоте, тј. бродови под Фарнабазовим заповедништвом. Пловећи у збијеном поретку натерали су све Писандрове савезнике да побегну према копну. Писандар је сматрао да је нечасно да бежи па се са својим бродом борио док није погинуо. Конон је након тога кренуо за спартанским бродовима све до копна и заробио је 50 трирема. Већина посаде је побегла, тако да је заробио само око 500 Спартанаца. Остатак спартанске флоте вратио се у Книд.

## Последице
Одмах након битке Конон и Фарнабаз заузели су грчке градове у Јонији, који су били под спартанском контролом. Након те битке Спарта је изгубила контролу над морем. Савезници су том победом створили равнотежу. Спарта је доминирала копном, а они морем. Та равнотежа ће се одржавати до краја Коринтског рата. Пошто је Спарта уклоњена из Азије и са мора Персија је могла да поново успостави своју доминацију у Јонији и делу Егејског мора. Касније ће то подручје по одредбама Анталкидиног мира и службено припасти Персији. Остати ће у персијском поседу све до освајања Александра Великога.